# Cook (cráter lunar)
Cook es un cráter lunar de impacto que se encuentra ubicado en la parte occidental del Mare Fecunditatis, justo al sureste del prominente cráter Colombo. Al suroeste se encuentra el cráter Monge.

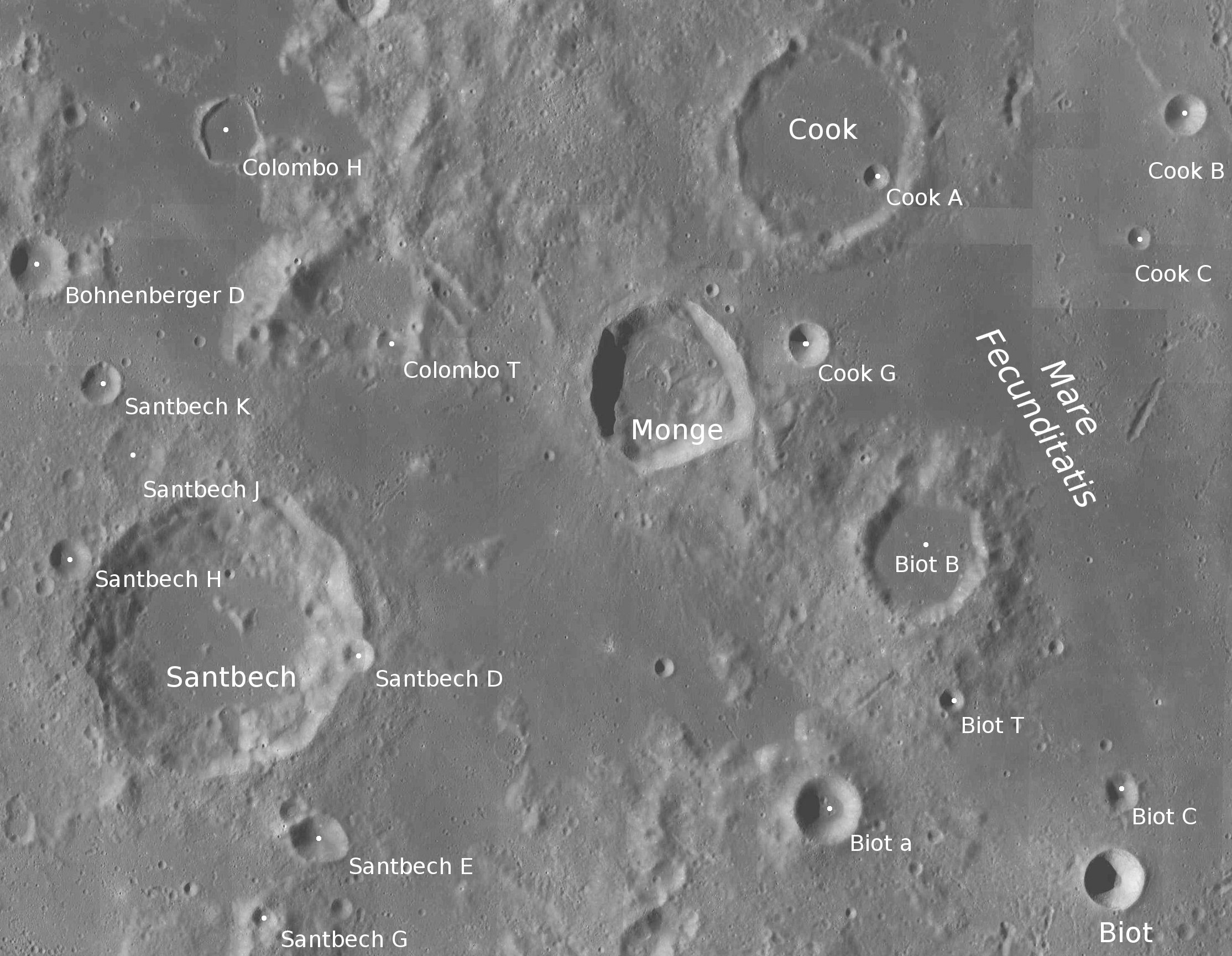
Fotografía de la misión Lunar Reconnaissance Orbiter
(Cook, arriba a la derecha)

El interior de este cráter fue inundado por lava, por lo que solo un reborde bajo se proyecta sobre la superficie lunar. Este reborde no es exactamente circular, teniendo una forma aproximadamente hexagonal. El reborde bajo se encuentra erosionado en algunos lugares, especialmente sobre el lateral noreste. Existe un pequeño cráter denominado Cook A ubicado en su fondo cerca del borde sureste.

## Cráteres satélite
Por convención estos elementos son identificados en los mapas lunares poniendo la letra en el lado del punto medio del lado del cráter que está más cerca de Cook.
|      | \| Cook \| Coordenadas \| Diámetro \| \| ---- \| ----------------------------- \| -------- \| \| A \| 17°48′S 49°12′E / -17.8, 49.2 \| 6 km \| \| B \| 17°18′S 51°42′E / -17.3, 51.7 \| 9 km \| \| C \| 18°12′S 51°18′E / -18.2, 51.3 \| 5 km \| \| D \| 20°06′S 53°24′E / -20.1, 53.4 \| 4 km \| \| E \| 18°24′S 55°06′E / -18.4, 55.1 \| 5 km \| \| F \| 17°36′S 55°24′E / -17.6, 55.4 \| 7 km \| \| G \| 18°54′S 48°42′E / -18.9, 48.7 \| 9 km \| |          |
| Cook | Coordenadas | Diámetro |
| A    | 17°48′S 49°12′E / -17.8, 49.2 | 6 km     |
| B    | 17°18′S 51°42′E / -17.3, 51.7 | 9 km     |
| C    | 18°12′S 51°18′E / -18.2, 51.3 | 5 km     |
| D    | 20°06′S 53°24′E / -20.1, 53.4 | 4 km     |
| E    | 18°24′S 55°06′E / -18.4, 55.1 | 5 km     |
| F    | 17°36′S 55°24′E / -17.6, 55.4 | 7 km     |
| G    | 18°54′S 48°42′E / -18.9, 48.7 | 9 km     |